# Placodira lobata
Placodira lobata är en rundmaskart. Placodira lobata ingår i släktet Placodira och familjen Cephalobidae. Inga underarter finns listade i Catalogue of Life.